# Vouhenans
Vouhenans is een gemeente in het Franse departement Haute-Saône (regio Bourgogne-Franche-Comté) en telt 389 inwoners (2011). De plaats maakt deel uit van het arrondissement Lure.

## Geografie
De oppervlakte van Vouhenans bedraagt 8,5 km², de bevolkingsdichtheid is 45,8 inwoners per km².
De onderstaande kaart toont de ligging van Vouhenans met de belangrijkste infrastructuur en aangrenzende gemeenten.

## Demografie
Onderstaande figuur toont het verloop van het inwonertal (bron: INSEE-tellingen).

## Geboren
- Pierre Joseph Desault (1738-1795), chirurg[2]